# Зоринове
Зорино́ве — село Доброславської селищної громади Одеського району Одеської області в Україні. Населення становить 112 осіб.

## Населення
Згідно з переписом УРСР 1989 року чисельність наявного населення села становила 132 особи, з яких 65 чоловіків та 67 жінок.
За переписом населення України 2001 року в селі мешкали 103 особи. 100 % населення вказало своєю рідною мовою українську мову.
За даними Доброславської селищної ради населення становить 112 осіб.